# 吉爾摩 (澳大利亞國會選區)
吉爾摩選區（英語：Division of Gilmore），是澳大利亞新南威爾士州的下議院選區，位於該州東南部海岸鄉郊地區。面積4,878平方公里。自2001年起當區議員是自由黨的喬安娜·加什。
選區始於1984年，名字是紀念女詩人瑪麗·吉爾摩。